# Jardin exotique Pallanca
Le jardin exotique Pallanca (en italien Giardino esotico Pallanca), qui possède une des plus importantes collections de plantes grasses et de plantes succulentes d’Europe, est situé au 1 de la via Madonna della Ruota à Bordighera en Italie.

## Historique
En 1861, Giacomo Pallanca abandonna la traditionnelle activité familiale de production d’olives pour rejoindre l’aventure du botaniste Ludovic Winter, avec qui il resta pour plus de 20 ans. Durant cette période il transmit sa passion à son fils Bartolomeo qui, depuis son plus jeune âge, décida de travailler avec son père et Winter.
En 1910 Bartolomeo Pallanca décide de créer son jardin de plantes ornementales et fleurs. Après l’interruption due à la grande guerre, il reprend l’activité avec l’aide de son fils Giacomo et ensemble ils décident de se spécialiser dans les plantes succulentes. Le jardin-pépinière deviendra rapidement un point de référence, et à la suite de son œuvre il sera appelé à collaborer à la réalisation de nombreux jardins, les plus connus étant le Parc Montjuïc à Barcelone et les jardins du château de Trauttmansdorff à Merano.
Depuis 1989 grâce à la volonté de Barth, fils de Giacomo, le jardin-pépinière, qui est encore en pleine activité, est ouvert au public. Dans les 10 000 mètres carrés du jardin il y a plus de 3 000 variétés et surtout on peut admirer un Copiapoa originaire du Chili qui a plus de 300 ans et des exemplaires de Neobuxbaumia polylopha de 6 mètres de hauteur.

## Galerie photographique

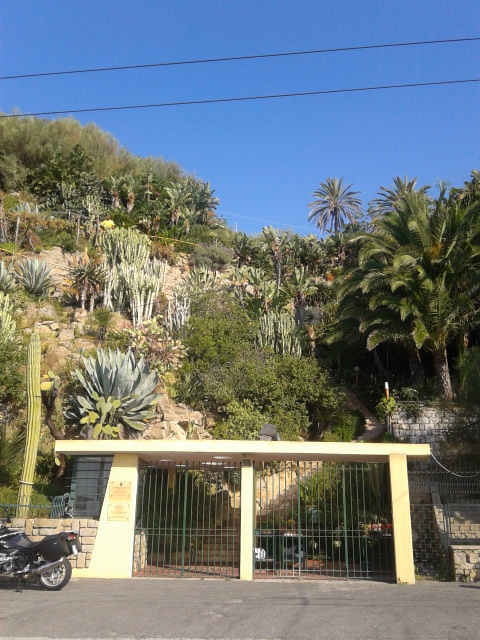
Entrée du jardin
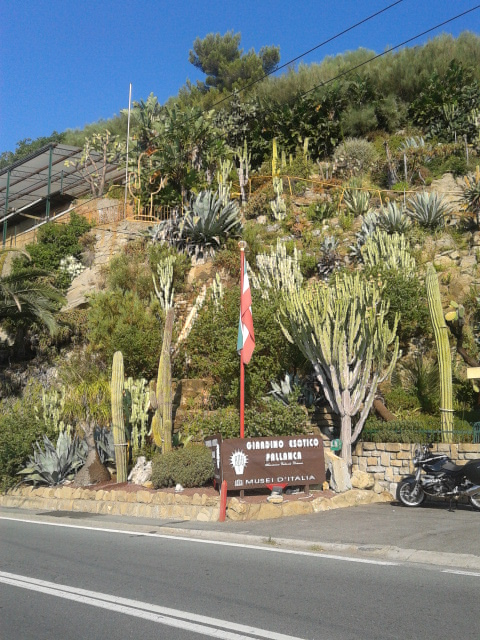
Vue latérale du jardin